# Estabilitzador industrial

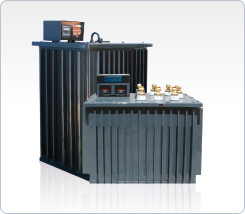
Regulador de voltatge.

Un estabilitzador industrial (també anomenat regulador de voltatge o condicionador de voltatge) és un equip elèctric que accepta una entrada de la xarxa elèctrica de voltatge variable, dins d'un sparàmetres predeterminats i manté a la sortida una tensió constant (regulada).

Són diversos tipus de reguladors de voltatge, els més comuns són de dos tipus: per a ús domèstic o industrial. Els primers són utilitzats en la seva majoria per protegir equip de còmput, vídeo, o electrodomèstics. Els segons protegeixen instal·lacions elèctriques completes, aparells o equip elèctric sofisticat, fabriques, entre d'altres. El cost d'un regulador de voltatge estarà determinat en la majoria dels casos per la seva qualitat i vida útil en funcionament continu, després d'aplicar fórmules del mercat per al seu càlcul.

## Principis de funcionament
Existeixen diversos tipus de reguladors al mercat, els quals es classifiquen d'acord al principi o tecnologia de regulació que utilitzen. Els més importants són:
- Els reguladors electromecànics basen el seu principi de funcionament en un acte transformador de columna, sobre la qual es disposa un cursor accionat per un servomotor, que en el seu recorregut suma o resta espires. Aquest moviment d'auto ajust és controlat per un comando electrònic, que s'activa cada vegada que la tensió de sortida es desvia del seu valor de calibratge, ajustant-se automàticament i amb això manté permanentment la tensió de sortida estable, la resposta és lenta a les variacions ràpides de tensió. Els avantatges que ofereix aquest principi són que compta amb una alta precisió (1,5%) i eficiència del 99%, tenint capacitat de sobrecàrrega de fins a 500% sense generació de contingut harmònic, però encara que no genera soroll harmònic tampoc ho elimina. La seva vida útil és major a 25 anys en funcionament continu a plena càrrega pel seu disseny i robustesa.

- Els reguladors electrònics basen la seva regulació en un control electrònic, poden portar microprocessador per regular o simplement un circuit de control que detecta les variacions del voltatge i fa la correcció a través de relevadores per regular la tensió. El seu temps de resposta i velocitat de regulació són ràpids a més de ser econòmics en comparació als altres tipus. No obstant això, els rangs de tensió d'entrada són reduïts i la precisió de la tensió de sortida és baixa de+/- 3% a+/- 5%. El seu disseny propicia que es desconnectin per autoprotegir en condicions extremes d'alta i baixa tensió, el que genera costos de manteniment fent-los equips de curta durada. En la majoria dels casos només ofereixen regulació en la fase i no en la línia de neutre, s'autoprotegeixen utilitzant varistors a la sortida per provocar un curt circuit i activar el seu fusible.

- Els reguladors ferroresonantes. La ferroresonancia és la propietat del disseny d'un transformador en el qual el transformador conté dos patrons magnètics separats amb acoblament limitat entre ells. La sortida conté un circuit ressonant paral·lel que pren la seva potència del primari per reemplaçar la potència lliurada a la càrrega. Cal notar que la ressonància en la ferroresonancia és similar a aquella en els circuits lineals amb condensadors o inductors en sèrie o paral·lel, on la impedància té un pic a una freqüència en particular. En un circuit no lineal, com el que s'usa en els transformadors ferroresonantes, la ressonància s'usa per reduir els canvis en el voltatge d'alimentació per subministrar un voltatge més constant a la càrrega.

## Beneficis de comptar amb un regulador de voltatge
1. Funcionament permanent i segur de tots els seus equips, les variacions de voltatge de la xarxa elèctrica no afectaran el funcionament, la qualitat dels seus processos i temps de fabricació.
2. Eliminar els recursos econòmics gastats innecessàriament, aprofitant tot el potencial instal·lat: recursos tècnics, humans, materials, i de temps.
3. Increment en la productivitat i eficiència del sistema protegit així com augment de la vida útil dels seus equips.

## Regulador adequat
La capacitat dels reguladors es mesura en KWA/hr. Per seleccionar l'equip que Vostè necessita serà necessari conèixer quatre punts importants:
1. Voltatge d'entrada o sortida dels equips a protegir: És la tensió de sortida o entrada del regulador i d'entrada que requerirà la seva maquinària, equips o instal·lacions per al seu correcte funcionament. Pot ser localitzat a la placa de dades o manual d'instal·lació de l'equip o maquinària a protegir. La tensió de la xarxa elèctrica variarà d'un país a un altre així com el voltatge d'alimentació dels seus equips depenent del seu origen.
2. Consum dels equips: Dades localitzats a la placa de dades o manual d'instal·lació de l'equip o maquinària, pot estar expressat en: - Watts per equips monofàsics i quilowatts en sistemes trifàsics (1 kW = 1000 watts) - Amperes - HP
3. Camp de regulació de l'equip: És la capacitat que té el regulador de corregir les variacions de voltatge de la línia elèctrica (Precisió de sortida en rang de variació d'entrada). Per a aquest cas cal monitorar o graficar la línia d'alimentació per determinar els límits màxim i mínim de variació de la línia.
4. Nombre de fases d'alimentació dels mateixos: Es determina a través de la placa de dades o manual d'instal·lació de l'equip o maquinària a protegir. Els sistemes elèctrics convencionals poden ser: - Monofàsics - Bifàsics amb neutre - Bifàsics sense neutre (per a equips 3monofásicos de 220 V) - Trifàsics